# 2S7M Malka
El obús 2S7 Pion (Peonía) o Malka es una pieza de artillería autopropulsada de 203mm creada y fabricada en la Unión Soviética. "2S7" es su designación GRAU.
Fue identificada por primera vez en 1975 en el Ejército Rojo y fue denominada M-1975 por la OTAN (El 2S4 Tyulpan también recibió la designación M-1975), su designación oficial es SO-203 (2S7). Su diseño está montado sobre un chasis de tanque T-80  cargando un obús 2A44 de 203 mm externo.

## Descripción
La tripulación de siete hombres tarda de 5 a 6 minutos en entrar en acción y de 3 a 5 minutos en salir. Lleva cuatro proyectiles de 203 mm para uso inmediato. Es capaz de disparar munición nuclear. El arma tiene un alcance de 37 500 m, pero esto puede extenderse a 55 500 m usando RAP (proyectiles asistidos por cohete). El 2S7M ha sido la pieza de artillería convencional más poderosa desde que entró en servicio en 1983. Una característica interesante de esta arma es la alarma de disparo. Debido a que la explosión del arma es tan poderosa (puede incapacitar físicamente a un soldado no preparado o un miembro de la tripulación cerca de ella por la fuerza de conmoción), el 2S7M está equipado con una alarma de disparo audible que emite una serie de tonos de advertencia cortos durante aproximadamente cinco segundos antes de que la carga sea disparada.
El 2S7 lleva una tripulación de catorce personas; siete son transportados por el Peonía y siete son con un vehículo auxiliar. El sistema lleva cuatro rondas de municiones; el vehículo de apoyo lleva cuatro rondas más. Debido al largo alcance, la tripulación puede disparar una o dos rondas y abandonar la posición antes de que la primera ronda llegue a la posición enemiga a más de 40 km de distancia.
Esto hace al 2S7 menos susceptible al fuego contra-batería, de un enemigo con un radar anti batería como el ARTHUR.

## Historia operacional
- El 2S7 tuvo su primer uso en combate por la URSS en la guerra Afgano-Soviética (1979-1989)
- Las fuerzas rusas lo usaron en la primera y segunda Guerra Chechenas (1994-1996, 1999-2009)
- El Ejército Georgiano utilizó varios 2S7 en la Guerra ruso-georgiana en 2008 (7 agos.–16 agos. 2008), seis de ellos fueron capturados por las fuerzas rusas.
- Los 2S7 fueron regresados al servicio activo por el ejército ucraniano durante la Guerra del Donbáss en 2014, como artillería de largo alcance.[3]
- Las fuerzas armadas rusas refuerzan sus fuerzas de artillería, reactivando sus cañones autopropulsados 2S7M Malka y morteros autopropulsados 2S4 Tyulpan. El 2S7M SPH autopropulsado está enlazado con el vehículo de comando modernizado 1V12M, que usa una unidad de navegación GLONASS.[4]
- Fue utilizado por las fuerzas ucranianas durante la invasión rusa de Ucrania de 2022.[5]

## Variantes
- 2S7 Pion
  - 2S7M Malka – Variante de prueba, que entró en servicio en 1983, mejorando el sistema de control de tiro, incrementando el radio de fuego de 1.5 a 2.5 rondas por minuto, e incrementando la carga de proyectiles a 8.[6][7]
- BTM-4 Trench Digger.[2]

## Operadores

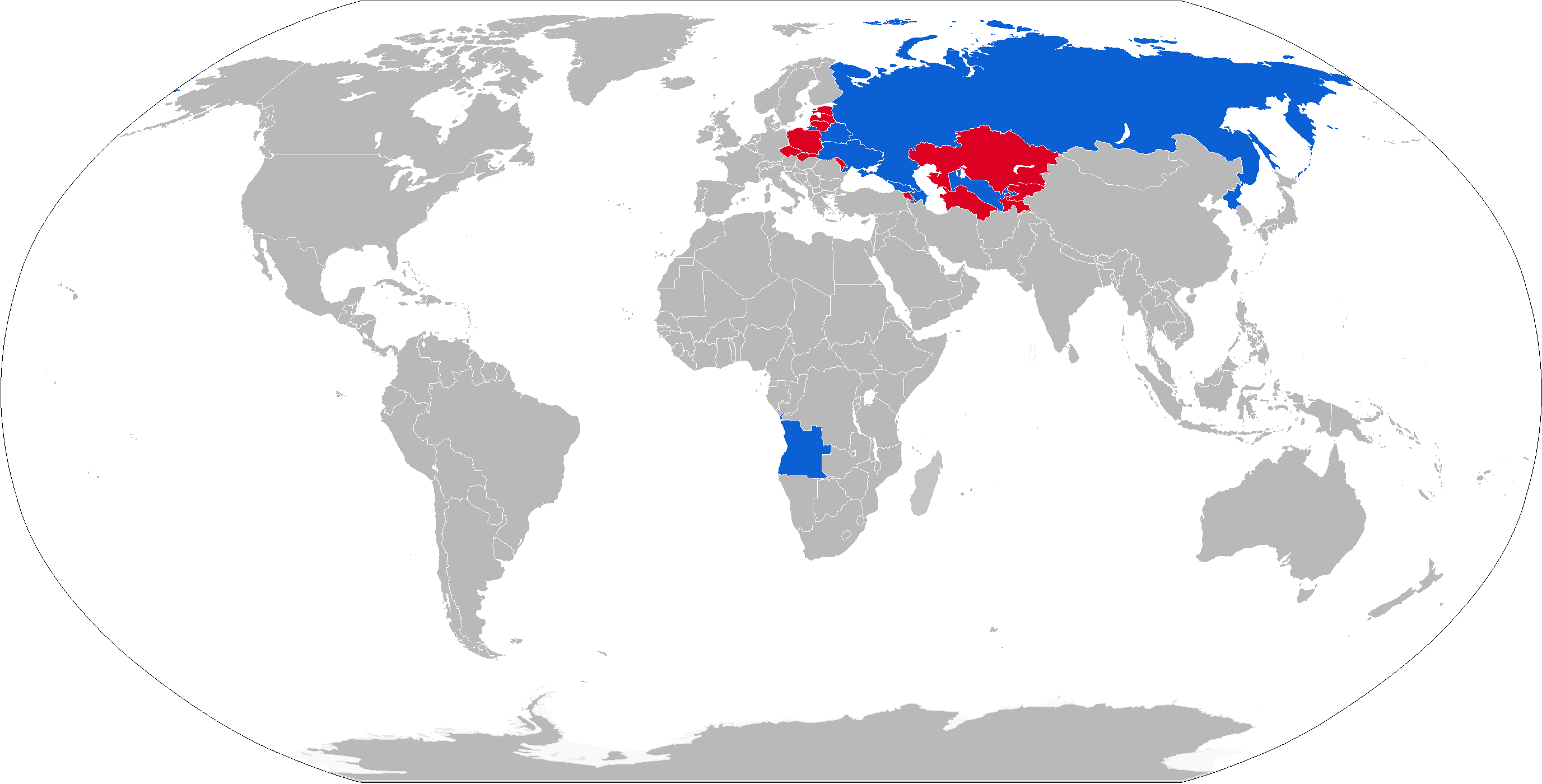
Operadores iniciales del 2S7 Pion.
Anteriores operadores

Aunque no hay datos exactos disponibles, se estima que sobre 1000 unidades han sido construidas.
- Angola – 12 (Adquiridos en 2000 a la República Checa)[9]
- Azerbaiyán – 12 (3 adquiridos en 2008 y 9 en 2009)[10]
- Bielorrusia – 36 en reserva.[11]
- Georgia[2][12]
- Corea del Norte – Desconocido
- Rusia – 60 2S7M en servicio activo, y actualmente en modernización.[13][14][15]
- Eslovaquia – 3 (1 para pruebas, 2 en un museo militar)
- Ucrania – 99 en activo, reactivados durante la guerra en el Donbáss.[16]
- Uzbekistán – 48

### Antiguos operadores
- Checoslovaquia – 12 operados por la 17.ª División de Artillería de Gran Calibre Žamberk entre 1984–1994.[17] Uno se mantiene en el Museo Militar Lešany.
- Polonia – 8.  Con designación «Piwonia». Entró al servicio en 1985 y retirados en el 2006.
- Unión Soviética- Pasados a estados sucesores.

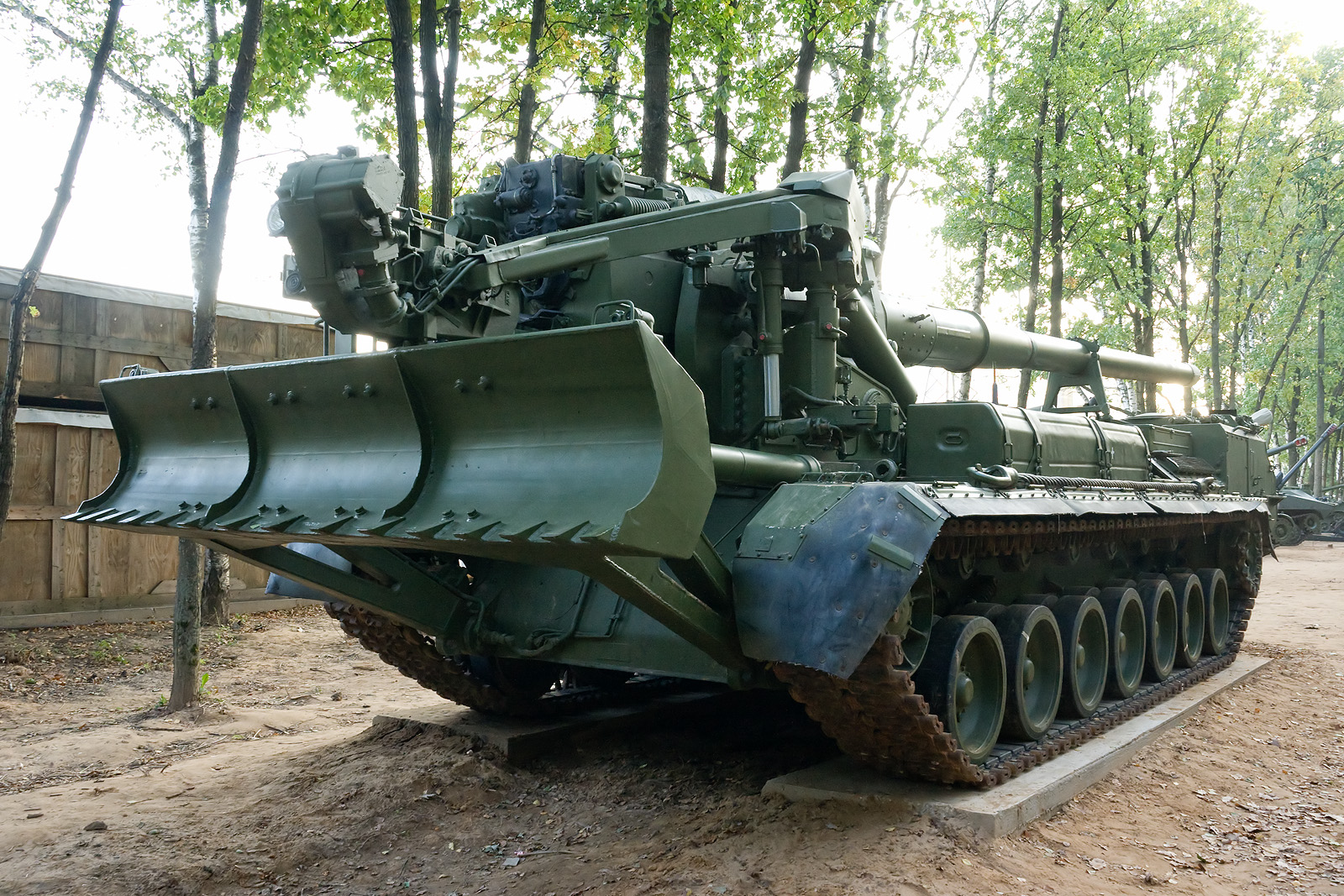
2S7 Pion en el Museo de Técnica, Arkhangelskoye, región de Moscú